# وسام رزق
وسام رزق (عربی: وسام رزق؛ زاده ۵ فوریهٔ ۱۹۸۱) یک بازیکن سابق فوتبال و مربی اهل فوتبال قطر است.

## افتخارات

### سرمربی
- لیگ ستارگان قطر
- قهرمان : ۲۴–۲۰۲۳